# Rizunt
Rizunt (en grec antic Ριζούς) era una antiga ciutat de Magnèsia, a Tessàlia que Demetri Poliorcetes va despoblar enviant a tots els seus habitant a la nova ciutat de Demètries que ell havia fundat l'any 294 aC, segons diuen Estrabó, Esteve de Bizanci i Plini el Vell.
Segons el Periple de Pseudo-Escílax la ciutat estava situada a la badia de Pagases, a la seva part exterior, ja a la mar Egea, però la seva posició no es coneix amb exactitud. En temps d'Estrabó estava habitada però depenia de Demètries. S'han trobat monedes encunyades a Rizunt al segle iv aC.